# Karel Schwarzenberg
Karel Schwarzenberg, cz. Karel Jan Nepomuk Josef Norbert Bedřich Antonín Vratislav Menas kníže ze Schwarzenbergu, niem. Karl Johannes Nepomuk Josef Norbert Friedrich Antonius Wratislaw Mena Fürst zu Schwarzenberg (wym. [ˈkarɛl ˈʃvartsn̩bɛrk]; ur. 10 grudnia 1937 w Pradze, zm. 12 listopada 2023 w Wiedniu) – czeski polityk, działacz opozycji antykomunistycznej w okresie Czechosłowacji, minister spraw zagranicznych Republiki Czeskiej w latach 2007–2009 oraz 2010–2013, założyciel i lider partii TOP 09, kandydat w wyborach prezydenckich w 2013.

## Życiorys
Był najstarszym synem księcia Karela VI Schwarzenberga i jego małżonki Antonie von Fürstenberg. Miał obywatelstwo czeskie i szwajcarskie. Po komunistycznym zamachu stanu z lutego 1948 opuścił wraz z rodziną Czechosłowację i osiadł za granicą. Studiował prawo na uniwersytetach w Wiedniu i Grazu oraz leśnictwo na uniwersytecie w Monachium, jednak nie ukończył żadnego z tych kierunków. W 1962 został przysposobiony przez Jindřicha Schwarzenberga z innej linii Schwarzenbergów, po jego śmierci w 1965 zajął się zarządzaniem rodzinnym majątkiem.
Po praskiej wiośnie zaangażował się w tworzenie czechosłowackich ośrodków opozycyjnych za granicą. Razem z Vilémem Prečanem utworzył centrum dokumentacyjne archiwizujące zabronioną literaturę. Zbiory te zostały później przekazane Muzeum Narodowemu w Pradze. Zaangażowany w ruch obrony praw człowieka, pomiędzy 1984 a 1990 pełnił funkcję przewodniczącego Międzynarodowej Helsińskiej Federacji na rzecz Praw Człowieka. W 1989 uczestnik organizowanego przez Solidarność Polsko-Czesko-Słowacką Międzynarodowego Seminarium Kultury Europy Środkowej, o którym Václav Havel powiedział, że było uwerturą do aksamitnej rewolucji. W 1989 razem z Lechem Wałęsą nagrodzony przez Radę Europy nagrodą za działanie na rzecz praw człowieka.
Powrócił do kraju po aksamitnej rewolucji. W latach 1990–1992 pełnił funkcję sekretarza w kancelarii prezydenta Václava Havla. W 1992 był specjalnym wysłannikiem OBWE do Górskiego Karabachu. Na drodze sądowej odzyskał część rodzinnych nieruchomości skonfiskowanych przez władze komunistyczne.
Był członkiem Obywatelskiego Sojuszu Demokratycznego (od 1996). W 2004 został wybrany do Senatu (z rekomendacji Unii Wolności). Od 9 stycznia 2007 do 8 maja 2009 był ministrem spraw zagranicznych z nominacji Partii Zielonych w drugim rządzie Mirka Topolánka. W 2009 założył nowe centroprawicowe ugrupowanie pod nazwą TOP 09. Kierował nim do 2015 (zastąpił go Miroslav Kalousek), po czym otrzymał godność honorowego przewodniczącego.
W wyborach parlamentarnych w 2010 uzyskał po raz pierwszy mandat deputowanego do Izby Poselskiej. Po wyborach partia TOP 09 zawiązała koalicję rządową z Obywatelską Partią Demokratyczną (ODS) oraz Sprawami Publicznymi (VV), a Karel Schwarzenberg 13 lipca 2010 objął stanowisko wicepremiera oraz ministra spraw zagranicznych w rządzie premiera Petra Nečasa. Jako minister spraw zagranicznych uczestniczył w konferencjach Grupy Bilderberg i Komisji Trójstronnej. Wspólnie z polskim ministrem Radosławem Sikorskim zainicjował utworzenie Forum Dialogu Polsko-Czeskiego.
W styczniu 2013 wystartował w pierwszych bezpośrednich wyborach prezydenckich. W pierwszej turze głosowania otrzymał 23,4% głosów, w drugiej poparło go 45,2% głosujących. Przegrał tym samym z Milošem Zemanem. 10 lipca 2013 zakończył urzędowanie na stanowisku ministra wraz z całym gabinetem. W wyborach w tym samym roku ponownie uzyskał mandat deputowanego do niższej izby czeskiego parlamentu, w której objął stanowisko przewodniczącego komisji spraw zagranicznych. W 2017 został wybrany do Izby Poselskiej na kolejną kadencję; mandat deputowanego sprawował do 2021.

## Życie prywatne
Żonaty w latach 1967–1988 i ponownie od 2008 z Therese zu Hardegg, z którą miał syna Johannesa i córkę Annę. Najmłodszy syn jego żony Karl Philipp (urodzony w trakcie trwania małżeństwa) został w 1987 adoptowany przez austriackiego polityka Thomasa Prinzhorna, swego biologicznego ojca i drugiego męża Therese zu Hardegg.

## Odznaczenia
- Order Lwa Białego I klasy (odmiana cywilna) – Czechy, 2023[13]
- Order Tomáša Garrigue Masaryka III klasy – 2002[14]
- Medal za Zasługi dla Dyplomacji – 2019[15]
- Order Złotego Runa – 1991
- Wielka Srebrna Odznaka Honorowa na Wstędze za Zasługi dla Republiki Austrii – 2005[16]
- Krzyż Wielki Orderu Zasługi Republiki Federalnej Niemiec – 2008[17]
- Order Zasługi Wolnego Kraju Saksonii – 2012[18]
- Krzyż Wielki Orderu Zasługi Rzeczypospolitej Polskiej – 2013[19][20]
- Odznaka Honorowa „Bene Merito” – 2010[7]
- Order Księcia Jarosława Mądrego II klasy – 2020[21]
- Medal 100-lecia Białoruskiej Republiki Ludowej – 2019[22][23]